# Dionísio (football)
Dionísio Domingos Rangel dit Dionísio (né le 18 novembre 1970 à Rio de Janeiro) est un joueur de football brésilien, qui évoluait en tant qu'attaquant.
Il est connu pour avoir fini au rang de meilleur buteur du championnat de Finlande lors de la saison 1994 avec 17 buts.